# Полийн Стоун
Полийн Стоун (на английски: Paulene Stone) е британски топ-модел от 60-те години. Появява се на първа корица на световноизвестното списание Vogue.
В края на 60-те години се омъжва за британския актьор от латвийски произход – Лорънс Харви, двамата имат една дъщеря – Домино Харви, известна като Ловец на глави и първообраз във филма на Тони Скот – Домино.
След кончината на Лорънс в края на 70-те, Паулин се омъжва повторно, за Питър Мортън – един от основателите на Хардрок Кафе и се преместват в Лос Анджелис.